# Чимган
Чимган (узб. Chimyon; ) — всесезонный горный курорт, расположенный в отрогах Чаткальского хребта, в долине реки Чимгансай, недалеко от  поселка Чимган, в Бостанлыкском районе Ташкентской области, в 90 км к востоку от Ташкента. С декабря по март функционируют горнолыжные трассы и канатные дороги; весной, летом и осенью доступны пешие туристические и альпинистские маршруты. Курорт был основан в 1879 году. С 1880-х годов Чимган известен как климатический и кумысолечебный курорт. Расположен на высоте 1400—1450 м. Лето жаркое сухое (средняя температура июля 20°С), зима умеренно мягкая (средняя температура января —5°С); осадков 790 мм в год.

## Этимология
Слово «чимган» (حیمکان) в значении «зеленое место», «лужайка»  встречается уже в литературном памятнике «Мухаббат-наме» Хафиза Хорезми, написанном на литературном языке Золотой Орды в 1353 году. Русский путешественник Филипп Ефремов в свой книге, опубликованной в 1811 году и описывающей его странствия по Центральной Азии, указывает, что «чимган» переводится как «зелень».

## История курорта Чимган
Курорт Чимган появился в 1879 году как военная санитарно-гигиеническая станция, построенная российским военным командованием. В то время военные гарнизоны Ташкента, Андижана, Ходжента и Коканда сильно страдали от малярии — в отдельных частях до 90 % солдат могло выбыть из строя. Другой проблемой были неблагоприятные климатические условия в равнинной части в летний период — «чилля». Для решения этих проблем было принято решение о выводе войск из городов на летнее время в возвышенные места и организация военно-санитарных станций. Так в Закаспийской области появилась санитарно-гигиеническая станция Хейрабад, в Самаркандской — Ура-Тюбе, в Сыр-Дарьинской — Чимган.
В 1878 году главный военно-санитарный инспектор Русской императорской армии в Туркестане Эмилий Околов предложил построить в горах недалеко от Ташкента санитарную станцию, по аналогии с горными станциями, возводимыми с теми же целями Британской армией в Британской Индии. После тщательных поисков было выбрано урочище Чимган. Околов подчеркивал оздоровительные свойства умеренной летней температуры и кристально чистого воздуха Чимгана. В 1879 году генерал-губернатор Туркестана Константин фон Кауфман распорядился создать в Чимгане станцию для лечения солдат. Уже летом 1879 года командование Туркестанского военного округа впервые открыло временное отделение Ташкентского военного госпиталя в урочище Чимган для лечения «лихорадок и других изнурительных болезней». Больных лечили кумысом и результат был оценен как относительно благоприятный. В 1880 году «в виду благоприятного опыта» было вновь открыто отделение госпиталя, который в том году принял 304 человека больных. В 1882 году военное ведомство приступило к строительству в Чимгане зданий под лазарет, казармы и другие хозяйственные надобности. В 1883 году были возведены камышовые бараки для больных. Позже было построено 8 зданий, частью бетонных, частью из сырцевого кирпича, под железной крышей, но с земляными полами, рассчитанных на 30 человек каждое; кроме того, были построены баня с ваннами и душами, купальня, кухня, хлебопекарня, цейхгауз (склад военного обмундирования и снаряжения). Все здания были целы по крайней мере до начала 1930-х годов. Военное ведомство все время поддерживало в исправности грунтовую дорогу, связывающую Чимган с Ташкентом. Территория станции была разделена на две части: одна использовалась военными, другая — сдавалась в аренду частным лицам под застройку.

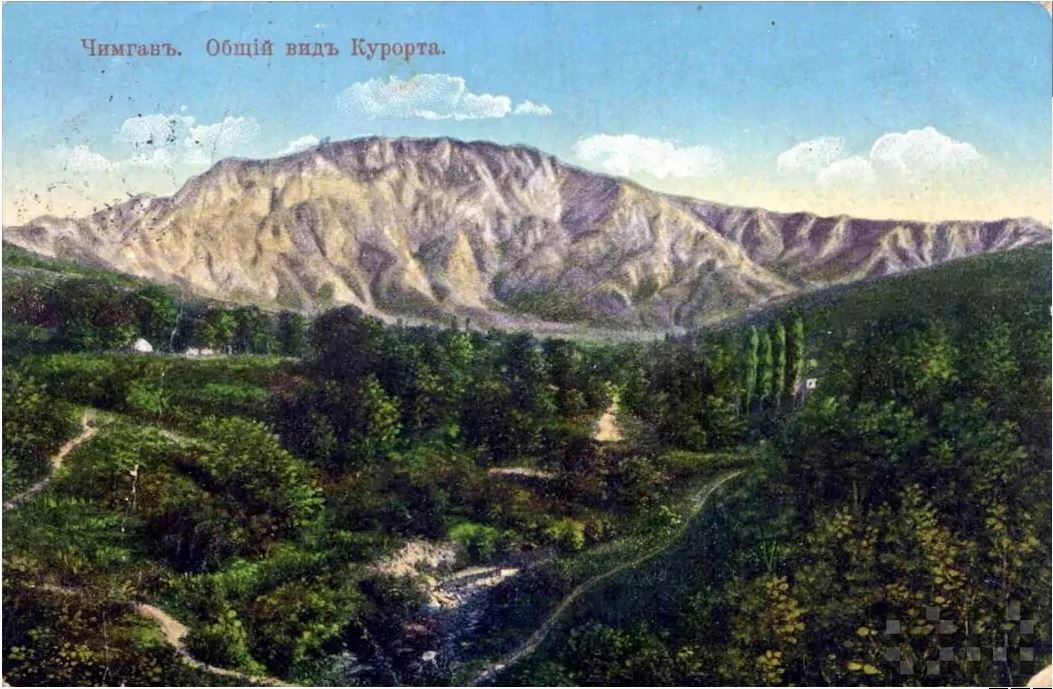
Чимган. Общий вид курорта (открытка ок.1910)

По воспоминаниям Ибн-Ямин-Бека Худаярханова, младшего сына Кокандского хана Худояра, по состоянию на 1893 год Чимган заменял для русских жителей Ташкента дачное место. С конца мая туда съезжалось до 100 семейств и оставалось там до августа, когда жара в городе значительно спадала.
Иван Гейер в своем «Путеводителе по Туркестану» (1901) сообщает: «Излюбленным местом дачников является Чимганское ущелье, расположенное в 80-90 верстах от города. Там устроена санатория для местного гарнизона, ежегодно отправляющего туда для поправки слабых нижних чинов. Их сопровождает медицинский персонал, который подает помощь и дачникам. Последние размещаются либо в выстроенных за собственный счет бараках, либо в нанимаемых у окрестных киргизов юртах. На деньги, собираемые в складчину, дачники устраивают себе некоторые удобства: нанимают прислугу для поливки дороги, сооружают мостики для перехода через горные ручьи, ставят фонари для ночного освещения, устраивают площадку для детских игр, а подчас и танцев взрослых. С появлением дачников в Чимгане открывается ежедневный базар, несколько съестных лавок и продажа кумыса. На базаре же можно нанимать лошадей для прогулок по окрестностям и юрты для установки на отведенном для жительства месте. Проезд от Ташкента на извозчике обходится в 25 рублей, на арбе от 5 до 6 рублей. С открытием дачного сезона в Чимгане устраивается гелиографная станция для сношений с Ташкентом. Станция находится в ведении военного ведомства, которое поддерживает и почтовое сообщение». Гелиографная станция представляла собой систему зеркал, с помощью которой пучок солнечного света направлялся на Ташкентскую астрономическую обсерваторию и азбукой Морзе передавались сообщения.
По сообщениям князя В. И. Массальского, в Чимган на лето приезжал даже генерал-губернатор и администрация Сыр-Дарьинской области. Перед Октябрьской революцией в Чимгане было уже до 40 частных летних дач, которыми пользовались богатые русские жители Ташкента.
После революции курорт был национализирован и перешел в ведение Туркестанского Наркомздрава. В 1923 году Чимган был объявлен курортом общегосударственного значения.
В 1924—1929 гг. военные казармы, построенные в 1883 году, были отремонтированы, перегородками поделены на комнаты, земляные полы заменены деревянными. Были построены здание амбулатории с 3 врачебными кабинетами, дома для амбулаторных больных и служащих, гидроэлектростанция, солнцелечебница с электрическими ваннами, душами и бассейном, столовая на 300 человек, кухня, театр, магазин, аптека. Проведен водопровод и электричество. Запущено автобусное сообщение с Ташкентом (время в пути 4-5 часов).

## Расположение и география

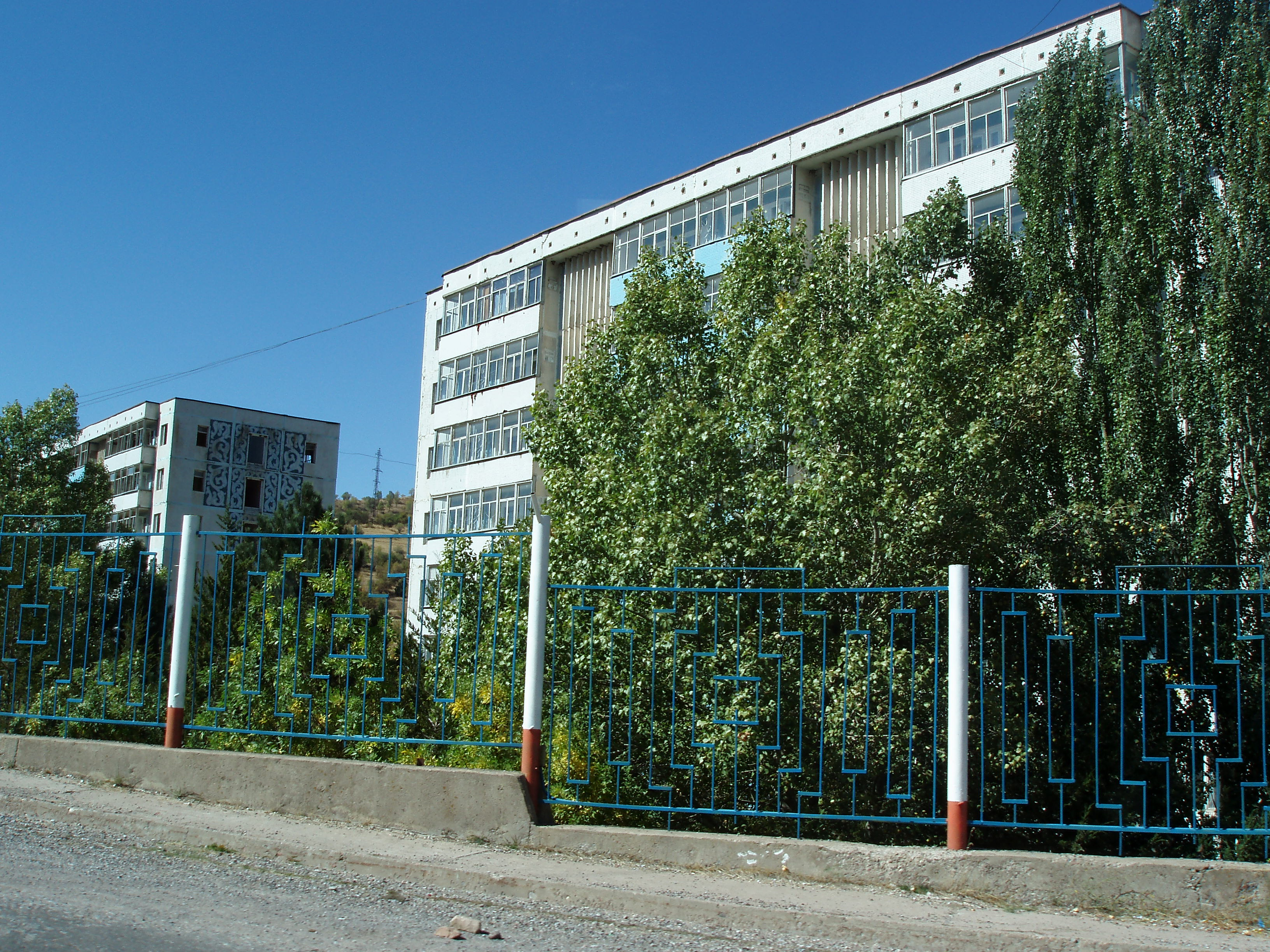
Советская гостиница в Чимгане

Туристический горнолыжный комплекс Чимган расположен в 85 км от Ташкента, столицы Узбекистана, в отрогах Чаткальского хребта на высоте 1600 метров (5249 футов), в горах Западного Тянь-Шаня, окружающих Ташкент c восточной стороны. В этом горнолыжном центре есть гостиничные комплексы и коттеджи.
За собственные красоту и оздоровительные качества Чимган именуют «узбекской Швейцарией». Склоны гор покрыты реликтовыми еловыми лесами. Горы и бугры изрезаны горными речками, которые в народе именуют сай. Тут бодрый и незапятнанный воздух с запахом бессчётных цветов и трав (слово «Чимган» или же «Чим йон» переводится как «зеленая трава», «зеленая долина»).
Главная вершина всей горной местности - Большой Чимган (3309 м) - выглядит как вершина гигантской звезды, с которой во все стороны расходятся лучи склонов, украшенных скалистыми вершинами.
Горы Тянь-Шаня, поднимающиеся на высоту более 3000 метров над уровнем моря, покрыты вечным снежным покровом, который зимой спускается к подножию горы.

## Описание

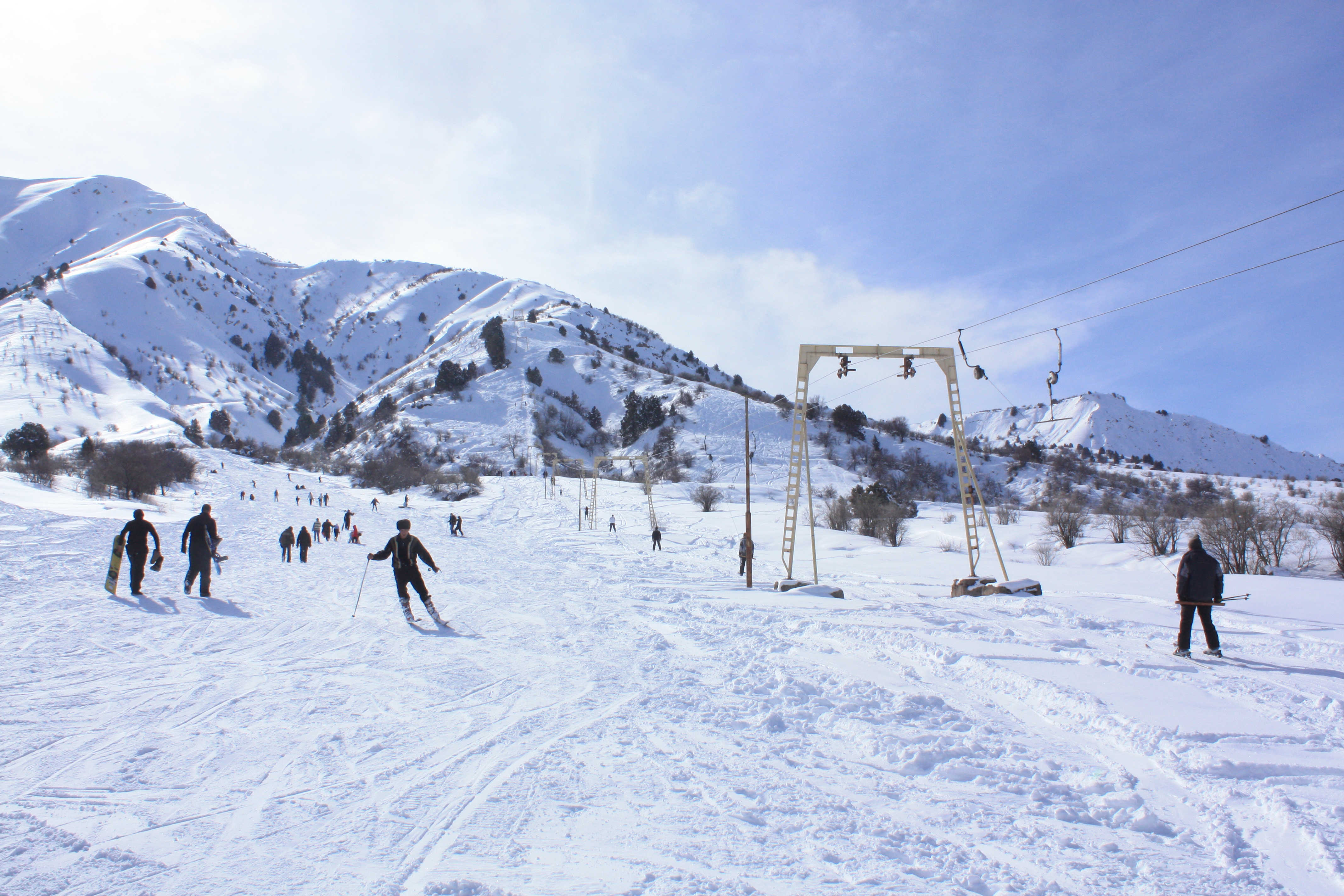
Лыжный курорт в горах Чимгана

Имеется канатно-кресельная дорога. Её протяжённость 800 м, верхняя станция на высоте 1925 м. Перепад высот: 275 м. Длина трассы 1500 м.
Бугельная канатная дорога («швабра») имеет протяжённость 570 м, верхняя станция на высоте 1850 м, перепад высот: 200 м, длина трассы 800 м. Ещё имеется несколько ведомственных 300—500 — метровых склонов с бугельными подъёмниками.
Горнолыжный сезон в Чимгане не столь продолжителен — уже в середине марта спуски затруднены из-за вязкого, влажного снега. Начало сезона — обычно в конце декабря, начале января. Идеальное время для катания бывает в феврале. В начале марта целина часто покрывается тонкой коркой подмерзшего мелкогранулированного снега.
Трассы в Чимгане построены с учетом расположения снеголавинных лотков, поэтому эти трассы практически безопасны. Чего нельзя сказать о Бельдерсайской трассе. Дело в том, что в верхнем участке трассы очень легко уклониться от безопасного направления и оказаться на лавиноопасном участке. Кроме этого, на высоте нередки сильнейшие туманы. В тумане очень легко потерять направление, а масштабы горы довольно внушительные. Поэтому при катании на Кумбеле хорошо иметь при себе громкий свисток или рожок.
Высказывались планы о объединение Чимганского курорта с новым курортом Амирсой в единую систему.